# Effy (DJ)
Pour l’article homonyme, voir Effy.
Effy, de son vrai nom  Sophie Effy Cooper, est une DJ et productrice anglaise de house et techno.

## Biographie
Sophie Effy Cooper est originaire du nord-ouest de l’Angleterre, élevée par sa mère à Lytham St Annes près de Blackpool,. Elle grandit en écoutant des artistes comme Pendulum, The Chemical Brothers ou The Prodigy. Enfant, elle se passionne pour l'écriture musicale, et se met rapidement au mix.
En 2017, elle s'installe à Londres, et commence à sortir quelques titres sur Soundcloud. Elle signe alors chez le label LG 105, qui gère la division musique électronique alternative chez Virgin Music,. Son premier EP, Not What It Seems, sort le 29 juin 2022, et comporte le morceau Run It, en collaboration avec son ami Mall Grab. Un second EP sort le 12 octobre 2023, The Highest Level.
En 2023, elle se produit pour la première fois au festival Glastonbury. Le 2 décembre 2023, elle mixe pour la première fois pour Boiler Room, à Sydney en Australie.
Le 14 février 2024, elle sort le morceau Iluv, en collaboration avec Mall Grab qui la propulse sur le devant de la scène. La sortie coïncide avec la création du label de musique Fragrance Recordings, qu'ils montent ensemble. 
Le 18 octobre 2024, elle sort son 3ème EP, For The Club, suivi d'un 4e le 15 mai 2025, The Syndicate. Le 20 juillet 2025, elle se produit à Tomorrowland, en Belgique.
Son style, mêle acid house, rave et broken beat. 

## Vie Privée
Elle partage sa vie avec le DJ Australien Mall Grab, avec lequel elle a sortie plusieurs morceaux, et monté un label, Fragrance Recordings.